# 尊みを感じて桜井
尊みを感じて桜井（とうとみをかんじてさくらい・12月2日 - ）は日本のコスプレイヤー。秋田県出身。

## 略歴
2014年頃からインターネット上でコスプレイヤーとしての活動を始める。
2022年7月、TRUSTARに所属。同年9月には集英社「ヤングジャンプ」で初の商業グラビアを経験。それ以降からはグラビアアイドルとしても活動を行う。
2023年3月28日、1曲出したら即解散の超限定ユニット「アフターチャイム」メンバーとして、アーティストデビュー。1stシングル『すき色チャイム』『Happy's Tune』を同日に2曲同時リリースした。

## 人物
コスプレデビューは小学3年生の時で、「おジャ魔女どれみ」の衣装を母親に作って貰い、それを着たのが最初のコスプレと発言している。現在に至るきっかけは中学の時に好きな漫画やアニメを周囲に広める活動をしたこと。次第に給食の時間にアニメの曲が流れるようになり、これでもいいんだと気づき、ゴスロリやコスプレにのめりこんでいった。当初は秋田内のイベントでコスプレをしていたが、18歳で上京し、コミケに触れて世の中にはこんなに素晴らしい（エッチな）世界があるんだと感動したという。エロは基本的に大好きなものであり、特に女性のきれいな足が好き。かわいい子を見たときは心の中で「最高だぜ!」と叫んでいる。
幼い頃から母親と一緒にドレスなどの服を作る事があり、そのためコスプレ衣装を自作している。
自宅では基本的に全裸で、たまにパンツや靴下を履く程度。床に一本でも毛が落ちているのが嫌であり、見つけた際には掃除機掛けから雑巾がけまで行う。
コスプレをする上でのモットーは"シルエットだけを見ても何のキャラクターか判別出来る"様なコスプレをすること。
特徴的な芸名は「アニメキャラに尊みを感じていた」ことと、本名が日本的ではない名前だったので、「桜ちゃん」と呼ばれたかったことに由来する。ずっと使うつもりではなかったが、SNSで注目を浴びてしまったため、変えるに変えられなくなり今に至る。この経緯から、当然「桜井」は本名の苗字部分に由来するものではない。
呼ばれ方は「尊みちゃん」「桜井ちゃん」など何でもよいとしていたが、週刊プレイボーイのインタビューでは「感じてちゃん」を推奨している。
『ノーギャラジオ』で共演したオジンオズボーン篠宮からは「にちゃにちゃ」「脳汁が出る」「うひょー」など、独特の言葉遣いを突っ込まれている。

## 出演

### 映像作品
- 星核ハンターホタル FIRE! 採石場の決戦（2024年6月28日、Youtube） - ホタル役[11]

### ラジオ
- よゐこ有野のノーギャラジオ（2023年1月22日、MBSラジオ）[12]